# Isaac Arnauld
Pour les articles homonymes, voir Arnauld et Famille Arnauld.
Isaac Arnauld, seigneur de Corbeville, né en 1566, mort le 14 octobre 1617, est un Intendant des finances, membre de la grande Famille Arnauld qui compta au XVIIe siècle plusieurs personnalités marquantes du jansénisme. 

## Biographie
Il était le frère cadet d'Antoine Arnauld (1560-1619), avocat général et conseiller d'État sous Henri IV.
Il fut lui-même nommé Intendant des finances du royaume de France par Sully. Henri IV aurait souhaité en faire un surintendant des finances, peu avant sa mort. Il forma à l'administration financière son neveu  Robert Arnauld d'Andilly. Il créa l'hôtel de Guémené, actuellement place des Vosges. 
Madeleine de Scudéry et Robert Arnauld d'Andilly ont tracé son portrait dans leurs œuvres. 
Son fils, également nommé Isaac Arnauld, fit une carrière militaire prestigieuse.

## Sources
- Tallemant des Réaux. Historiettes, Tome II, p. 374. Troisième édition. Librairie J. Techener, Paris, 1862.
- Raymon Baustert, La consolation érudite. Huit études sur les sources des lettres de consolation de 1600 à 1650, p. 248. Gunter Narr Verlag, Tübingen, 2003.  (ISBN 3-8233-5553-8).